# ラルズセック
ラルズセック（LulzSecあるいはLulz Security）は、アノニマスから分裂したハッカー集団。数百件に上るサイバー攻撃を行い、メンバーの大半が逮捕された。

## 概要
ライズはネット用語で大笑いなどを意味する言葉で、笑いのためにサイバー攻撃を行うとする同グループの趣旨を色濃く反映している。この名の通り”娯楽”のために、手当たり次第サイバー攻撃を行った。アノニマスからの分派ではあるが、アノニマスのメンバーは「（その様な事は）止めるように言った」と映画We Are Legionで証言している。
リーダーのsabuことヘクター・ザビエル・モンセガーが2011年6月に逮捕されると、彼の自供と協力の元に立て続けにメンバーが逮捕された。逮捕された多くのメンバーは、多くが改心し、保釈されている。当時10代だったトピアリ（本名ジェイク・デービス）は2011年7月に逮捕されて釈放されており「ほんの冗談で始めた」「何かをしたかったけれど、何をしてよいかわからず、教えてくれる人もいなかった」（ラルズ・セック時代の自分の文章や行動を思い起こすと）「寒気がする。困惑する」「学校を訪ね、13-14歳の子供たちと話すこと。引きこもりであった人物が、事件を起こして刑務所に入ることになっても、こうしてまだ生きていることを示したい」「自分が10代前半のころ、どうやって社会と折り合いを付けていくかが分からず、誰も話しかける大人がいなかった」「社会のために、人のために何かしたい」などと証言しており、彼の視点を中心に英国では芝居化もされている。模造犯としてリザードスクワッドが生まれたと見られている。